# Pålning (avrättningsmetod)

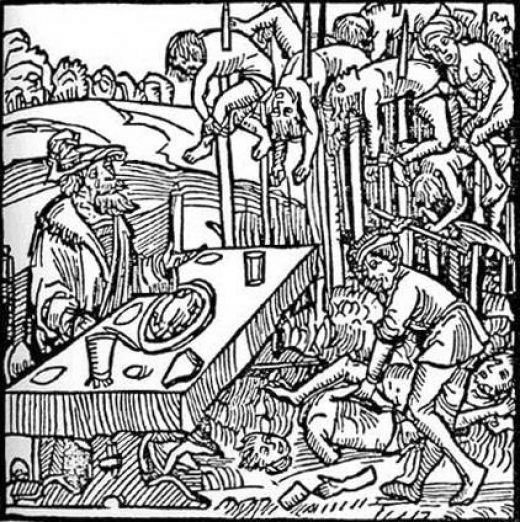
Historisk pålning.

Pålning, en historisk avrättningsmetod avsedd att avskräcka. Metoden har använts på olika ställen i Europa och runtom Medelhavsvärlden. Bysantinarna praktiserade denna bestraffningsmetod och turkarna tog senare över det.
Pålningen kunde ske på flera olika sätt. Ett sätt var att man grävde en grop som man tvingade den dömde att lägga sig i på rygg. Man fyllde igen gropen men lät huvudet ligga öppet. Sedan drev man långsamt en spetsad påle av ek genom det ca 20 cm tjocka jordlagret i brösthöjd på den dömde. Den dömde kände att pålen sakta började tränga in i sin bröstkorg samtidigt som det utlöste en oerhörd smärta. Avrättningsmetoden tilldömdes i huvudsak män som gjort sig skyldiga till våldtäkt samt kvinnor som gjort sig skyldiga till barnamord.
Pålningsmetoden användes inte bara i avskräckande syfte utan i vissa kulturer även för att den dömde inte skulle gå igen efter döden. Även de som ansågs som onda människor blev pålade efter sin död av just samma anledning.
Den mest kända personen, som satts i förbindelse med spetsning på påle, är tveklöst den valakiske fursten Vlad Tepes, också känd som Dracula (1431-76).
Ryssarna använde en annan metod när de slog ner tartarupproret på Krimhalvön under Karl XII:s fälttåg 1709. En påle slogs ner i marken och spetsades. Offret träddes ner på pålen som fördes upp i ändtarmen. För varje rörelse drevs pålen längre upp i kroppen och blödningarna saktades ner av att pålen "höll tätt" i skadorna. Om pålen drogs ut förblödde offret snabbt, men vanligtvis fick offret hänga kvar och dödskampen kunde pågå under ett helt dygn, i ohyggliga smärtor.
Sverige
Spetsning på påle var ett militärt dödsstraff i det tidigmoderna Sverige, som användes under Trettioåriga kriget och Skånska kriget. Det är osäkert hur många personer som verkligen fick detta straff men till exempel rättegången mot friskyttekaptenen Hans Severin och hans kollegor beskriver två fall från Skåne år 1679. Pålarna restes längs vägarna eller på galgbackar så att så många människor som möjligt skulle se dem och bli avskräckta från att begå brott. Enligt ett ögonvittne, svenske generalguvernören Magnus Gabriel de la Gardie, var vägarna i Skåneland ibland kantade av spetsade "snapphanar". Även den skånsk-norske pastorn Jacob Wesseltoft hävdade att han sett detta flera gånger under skånska kriget.

## Galleri

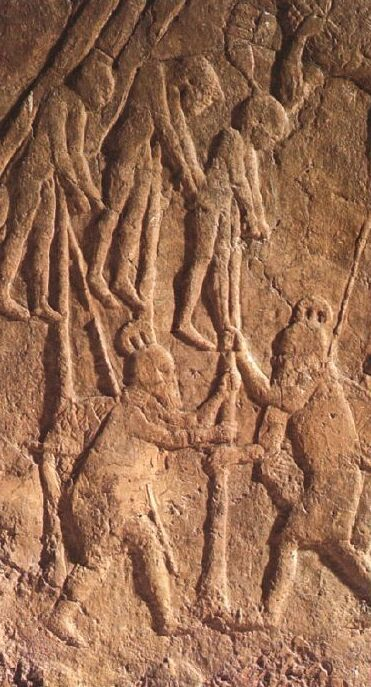
Neo-Assyrisk relief visande pålning av judar